# Alfred (Maine)
Alfred es un pueblo ubicado en el condado de York en el estado estadounidense de Maine. En el Censo de 2010 tenía una población de 3.019 habitantes y una densidad poblacional de 41,76 personas por km².

## Geografía
Alfred se encuentra ubicado en las coordenadas 43°28′43″N 70°43′37″O / 43.47861, -70.72694. Según la Oficina del Censo de los Estados Unidos, Alfred tiene una superficie total de 72.29 km², de la cual 70.57 km² corresponden a tierra firme y (2.38%) 1.72 km² es agua.

## Demografía
Según el censo de 2010, había 3.019 personas residiendo en Alfred. La densidad de población era de 41,76 hab./km². De los 3.019 habitantes, Alfred estaba compuesto por el 97.55% blancos, el 0.7% eran afroamericanos, el 0.5% eran amerindios, el 0.2% eran asiáticos, el 0% eran isleños del Pacífico, el 0.1% eran de otras razas y el 0.96% pertenecían a dos o más razas. Del total de la población el 0.73% eran hispanos o latinos de cualquier raza.